# Sporobolus geminatus
Sporobolus geminatus är en gräsart som beskrevs av Clayton. Sporobolus geminatus ingår i släktet droppgräs, och familjen gräs. Inga underarter finns listade i Catalogue of Life.